# Kameron Woods
Kameron Woods (Louisville, Kentucky, 22 de abril de 1993) es un exjugador y entrenador de baloncesto estadounidense. Con 2,06 metros de estatura, jugaba en la posición de ala-pívot. Desde 2022 es el entrenador de los Oklahoma City Blue de la G League.

## Trayectoria deportiva

### Universidad
Jugó cuatro temporadas con los Bulldogs de la Universidad Butler, en la que promedió 5,9 puntos, 7,0 rebotes y 1,1 asistencias por partido, En sus dos últimas temporadas lideró la Big East Conference en rebotes, acabando su carrera como segundo máximo reboteador de la historia de Butler.

### Profesional
Tras no ser elegido en el Draft de la NBA de 2015, fichó por los Oklahoma City Blue de la NBA D-League, donde en su primera temporada promedió 4,7 puntos y 5,3 rebotes por partido.
En julio de 2016 participó con los Oklahoma City Thunder en las Ligas de Verano de la NBA, disputando cuatro partidos en los que promedió 3,2 rebotes, regresando posteriormente a la disciplina de los Blue, donde jugó una temporada más.

### Entrenador
En 2018, Woods regresó a Oklahoma City Blue como entrenador asistente bajo el mando del entrenador Mark Daigneault para la temporada 2018-19. Cuando Daigneault fue ascendido al Oklahoma City Thunder como entrenador asistente, Woods fue contratado por el entrenador principal entrante Grant Gibbs para su segunda temporada.
Fue ascendido al Thunder como entrenador de desarrollo de jugadores para la temporada 2020-21 durante el primer año de Daigneault como entrenador principal.
El 23 de septiembre de 2022 los Thunder eligieron a Woods como el nuevo entrenador en jefe de Oklahoma City Blue luego del ascenso de Grant Gibbs al cuerpo técnico del Thunder.